# ズビアン (駆逐艦)
ズビアン (HMS Zubian) はイギリス海軍の駆逐艦。損傷した2隻のトライバル級駆逐艦ズールーとヌビアンをつなぎ合わせて造られた。ズビアンという艦名は元になった2隻の艦の名前の混成語である。
ヌビアンの艦首は、第一次世界大戦中の1916年10月26日から27日の夜にかけ、フォークストン沖でドイツ帝国海軍の駆逐艦による雷撃で破壊された。ヌビアンは曳航されドーバーの近くで座礁させられた。一方、ズールーの艦尾は同年11月8日にダンケルク沖で機雷により破壊され、ズールーはカレーへ曳航された。その後2隻ともチャタム工廠へ曳航され、そこでズールーの前部とヌビアンの後部が結合され、ズビアンが造られた。
ズビアンは1918年2月4日にエセックス沖でドイツ潜水艦UC-50を撃沈した。1919年12月9日に解体のため売却。